# ناحیه اسپرینگ، شهرستان بونی، ایلینوی
ناحیه اسپرینگ، شهرستان بونی، ایلینوی (به انگلیسی: Spring Township) یک منطقهٔ مسکونی در ایالات متحده آمریکا است که در شهرستان بونی، ایلینوی واقع شده‌است. ناحیه اسپرینگ ۸۹۴ نفر جمعیت دارد و ۲۶۲ متر بالاتر از سطح دریا واقع شده‌است.